# Börstabol
Börstabol är en by med två gårdar i Ödeshögs kommun, Östergötland. Börstabol är en av de 26 byar som räknas till Stavabygden.
Börstabol ligger utmed vägen från Stava mot Tällekullen.
Börstabol består av ett mantal och har en areal av 201 hektar.
Börstabol gränsar i norr till byarna Bankaby och Stavreberg, i öster till Kulhult och Tällekullen, i söder till Glasfall och i väster till Stora Krokek. 
Börstabol är ytmässigt sett den största byn i Stavabygden och en av de större byarna i socknen.
Det var ursprungligen en kronogård efter vad som framkommer i handlingarna rörande Älvsborgs lösen. Från 1647 hörde Börstabol till Per Brahe den yngres grevskap och därefter till Klas Fleming.

## Skiftesförrättningar
Från början fanns här endast en ensamgård. 
Vid storskiftet 1796 delades den upp på två gårdar.

## Torp
Här har funnits flera torp men deras namn och läge är okända.
På kartan som upprättades i samband med storskiftet finns tre torp inritade ett längst i norr som hette Harget, ett annat torp i sydost och ett tredje torp utmed vägen några 100 meter norr om husen i byn.
Under 1800-talet byggdes ytterligare två torp. Ett beboddes av Peter Nilsson som 1860 fick motta pris av Östergötlands läns hushållningssällskap för odlingsflit. Det låg utmed vägen i nordost.
I sydost uppfördes ytterligare ett torp. 
Omkring år 1870 fanns bara Peter Nilssons torp samt de två södra torpen kvar. 
År 1900 bodde endast Anders Magnus Johansson kvar i en backstuga nere i sydöstra delen av byns marker. Han dog där den 20 november 1902, av ålderdom, 89 år gammal. 
I något av torpen har Nils Salpetersjudare och hans hustru Elsa bott.

## Från tinget

### Lägersnål
Knut Jönsson, född 1661, som var ogift dräng hos bonden Jöns begick lägersmål med Maria Nilsdotter i Börstabol. Hon blev med barn. De dömdes av häradsrätten i oktober 1688, Knut till böter 40 daler och att betala barnets education (uppfostran) två tunnor spannmål och en ko och Maria 20 daler. 
Knut flyttade sedan till Stora Krokek ? där han arbetade hos bonden Töre, vars dotter Carin han gifte sig med, sannolikt 1692.

### Dråp
Den 10 april 1684 hölls extrating i anledning av ett dråp i Börstabol. Tinget hölls i gästgivargården i Holkaberg. Som nämndemän från bygden tjänstgjorde krögaren Nils 
Bryngelsson i Holkaberg och Anders Jonsson i Stava. Från Vadstena slottstorn framfördes inför häradsrätten en fängslad pojke, Sven Månsson, endast 16 -17 år gammal. Han anklagades för att med en bössa ha skjutit ihjäl pigan Anna Stensdotter söndagen den 23 mars 1684. Sven Månsson skulle på uppmaning av sin husbonde, Anders Jönsson i Börstabol, gå till Nils i Glasfall och återlämna en bössa som varit till låns för att skjuta räv. Sven hade av sin husbonde tillsagts att vara försiktig med bössan. Sven kom så ut ur huset med bössan på armen. 
Husen i Börstabol låg ganska tätt. Det var endast nio steg mellan husen, där de låg på en linje på västra sidan om gårdsplanen. När Sven kom ut ur huset stod pigorna Anna Stensdotter och Karin Nilsdotter i dörren till Jöns Nilssons stuga. Det var då som ett skott gick plötsligt av och det träffade Anna Stensdotter i huvudet och hon föll död omkull. När Sven upptäckte vad som skett blev han förtvivlad och  kastade ifrån sig bössan och ropade: Gud nåde mig, och grät bittert. 
Vid rannsakningen framkom att Sven var en stilla och pålitlig pojke. Han hade varit i tjänst hos Anders Jönsson i snart fyra år. 
Av rättens beslut framgår att Sven Månsson låtit sig godvilligt fängslas och att han gråtit mycket över vad som skett. Rätten dömde Sven Månsson till böter för dråp av våda. 
Anders Jönsson som med sitt husfolk denna palmsöndag utan förfall varit hemma från kyrkan fick böta för det. I hösttingets protokoll för 1684 har antecknats att drängen Sven Månsson inte kunde betala sina böter.

## Kulhult
Ensamgården Kulhult (även Kålhult eller Kolhult) gränsar i norr till Harsbol, i öster till Klämmestorp, i söder till Tällekullen, i sydväst till Börstabol och i väster till Bankaby.
Kulhult tillhör Stavabygden.
Kulhult består av 1/4 mantal och har en areal av 97 hektar. 
En enkel karta från 1639, den så kallade geometriska ägoavmätningen, upptar inga byggnader, endast åkrar och ängar. Det framgår dock att Kulhult var ett kronotorp som låg på häradsmark.
Senare uppfördes hus utmed häradsvägen som leder från Tällekullen till Ödeshög.

## Bönder i Kulhult
Omkring år 1636 fanns i Kulhult en bonde, eller brukare, som hette Olof. Kulhult var då ingen gård utan bara ett kronotorp. Men det var troligen Olof som såg till att Kulhult blev skattlagt omkring år 1640.
Lasse Toresson hade fått Kopparp i förläning på livstid för sina förtjänster som ryttare i Jöns Hanssons kompani. Lasse dog 1661. Hans änka, Kerstin Knutsdotter, fick då ytterligare 12 års skattefrihet på Kopparp. Hon bytte detta mot Kulhult, vilket hennes son Tore skulle få behålla skattefritt. 
1657 (?)  var det Tore Larsson som var bonde i Kulhult. Han hade då av greve Per Brahe den yngre fått tillstånd att bruka Kulhult. I samband därmed fick tidigare innehavare, en ryttare med hustru Ingrid och sonen Anders flytta till Bodebol.

## Torp
Ett torp kallades Sunneryd och låg på gränsen mot Klämmestorp. Efter tvist vid tinget förklarades topet tillhöra Kulhult.
Torpet Mossebo låg på södra sidan av vägen som leder mot Petersburg och på norra sidan av Svinamossen.
Torpet Staffangatan låg ett par hundra meter längre fram utmed vägen till Petersburg, inte så långt från gränsen mot Bankaby.
Daniels torp låg några hundra meter norr om Staffansgatan. Byggnaden flyttades 1891 till Stavreberg, där det fortfarande står på den gård som kallas för Klintagården. 
Torpet Sandkulla, eller Vissastället, finns fortfarande kvar med sina gamla byggnader utmed vägen mot Harsbol och nära Harsbols gräns.
Vissmanstorpet låg österut, nära gränsen mot Klämmestorp  och ett par hundra meter norr om den väg som från Kulhult leder mot Klämmestorp.